# Лобова Тамара Григорівна
Тамара Григорівна Лобова (17 листопада 1911, Погар, Стародубський повіт, Чернігівська губернія, Російська імперія — 15 листопада 2007, Москва, Росія) — радянський російський кінооператор. Лауреат Сталінської премії другого ступеня (1951). Заслужений діяч мистецтв РРФСР (1969).
Народилася 1911 року. Закінчила Ленінградський кінофототехнікум (1931) і Всесоюзний державний інститут кінематографії (1952), де викладала з 1946 року.
У 1934—1941 і 1943—1951 роках працювала на кіностудії «Мосфільм».
Чоловік і співавтор багатьох операторських робіт — Анатолій Головня (1900—1982), радянський кінооператор, заслужений діяч мистецтв РРФСР, один з основоположників радянської операторської школи.

## Фільмографія
1. 1934: «Найбрудніший» / Самый грязный
2. 1938: «Руслан і Людмила» / Руслан и Людмила
3. 1939: «Мінін і Пожарський» / Минин и Пожарский
4. 1940: «Суворов» / Суворов
5. 1941: «Бойова кінозбірка № 6» / Боевой киносборник № 6
6. 1942: «Невловимий Ян» / Неуловимый Ян
7. 1944: «Весілля» / Свадьба
8. 1946: «Адмірал Нахімов» / Адмирал Нахимов
9. 1950: «Жуковський» / Жуковский
10. 1954: «Бабка» / ჭრიჭინა / Стрекоза
11. 1961: «Серце не прощає» / Сердце не прощает.